# Ciudad de Valencia (1931)
La Motonave Ciudad de Valencia (1931) (Ex-Infante D. Gonzalo) fue un Crucero Auxiliar del bando sublevado en la Guerra Civil Española. 

## El Buque
Construido en 1931 para la Compañía Transmediterránea en los Astilleros de La Unión Naval de Levante de Valencia, la puesta en grada de su quilla tuvo lugar el 30 de enero de 1929, siendo la construcción número 17 del Astillero Valenciano. Era gemelo del Ciudad de Alicante. Botado el 18 de octubre de 1930 con el nombre de Infante Don Gonzalo, y el 4 de marzo de 1931, después de realizar con éxito las pruebas de mar, fue su entregado a la Compañía Trasmediterránea con un coste final de 5.203.691 pesetas. Con la llegada de la II República Española se le cambió el nombre por el de Ciudad de Valencia.

## Historial

### Guerra civil española
El 18 de julio de 1936 sorprendió al Ciudad de Valencia en el puerto de Santa Cruz de Tenerife, adscrito a los servicios interinsulares canarios. Una orden del Gobierno de Burgos de 30 de octubre de 1936 dispuso la incautación por el Estado de nueve buques de Compañía Trasmediterránea para su conversión en cruceros auxiliares, entre los que figuraba el Ciudad de Valencia.
El Ciudad de Valencia hizo viaje a Cádiz y en la factoría de Matagorda fue armado con un cañón de 120 mm, dos cañones de 105 mm, dos de 47 mm y una ametralladora, material que procedía de la artillería del Acorazado España y del Fuerte de la Cortadura. Entregándose a la Marina de Guerra Nacional en noviembre de 1936. 
En las Memorias de Guerra del Almirante Juan Cervera Valderrama cita que en esa fecha ordenó el propio almirante-jefe del Estado Mayor de la Armada que el Ciudad de Valencia pasara a operar en el Cantábrico en colaboración con las escasas unidades de que disponía la Marina Nacional en aquellas aguas, reducidas al Acorazado España, Destructor Velasco y los pesqueros armados que fueron sumándose a esta exigua flota que tenía por misión el bloqueo de la costa cantábrica y el control del tráfico de los puertos de Bilbao, Santander, Gijón, etcétera. 
A finales de diciembre de 1936, el Ciudad de Valencia se encontraba en el puerto de Cádiz dispuesto para salir con destino a Fernando Poo con tropas y material de guerra, en el que debía embarcar el capitán de navío Manuel de Mendívil, nombrado gobernador general de aquellos territorios.

#### Cantábrico
En marzo de 1937 volvió a operar en el Cantábrico en colaboración con las fuerzas de bloqueo. Participó en las operaciones de persecución del Mar Cantábrico, que procedente de Méjico y con falso nombre inglés se dirigía a Santander con un cargamento de material de guerra y fue apresado por el crucero Canarias.
El 26 de marzo capturó en aguas del Cantábrico al Eretza Mendi en viaje a Cardiff. El 5 de mayo detuvo al petrolero Campoamor, procedente de Galveston, con el falso nombre de Pollux y matrícula de Londres. El Ciudad de Valencia, lo intimidó para rendirse, pero una confusión privó del apresamiento de esta valiosa unidad y su cargamento y ante la incertidumbre del caso, dejó libre a su presa. El Ciudad de Valencia ordenó al buque “rumbo norte o disparo”, que fue obedecida por el capitán, pero inesperadamente el crucero auxiliar mediante señales luminosas, indicó “all clear for you” y se retiró ante la incertidumbre. No obstante, el Campoamor desvió su ruta y, en lugar de entrar en Santander, se refugió en Burdeos, hasta el 6 de julio en que se fugó de dicho puerto mediante una estratagema magníficamente preparada por parte de la tripulación y al día siguiente entró sin novedad en el puerto de Pasajes, ocupado ya por el bando nacional, lo que permitió recuperar esta unidad y su valioso cargamento.
El 24 de julio de 1937 detuvo al mercante inglés Mirupano que, protegido por el destructor Boreas, intentaba entrar en Gijón con un cargamento de víveres y poco después, y por espacio de varios meses, fue sometido a reparaciones en el puerto de Bilbao.
En julio de 1938 fue destinado por el Estado Mayor de la Armada al Mediterráneo para activar los transportes de tropas al continente, y en agosto estuvo destacado en el transporte de tropas de Canarias a la Península.

#### Mar del Norte: Guerra de Corso
Sin embargo, la gesta más memorable de los gemelos Ciudad de Valencia y Ciudad de Alicante fue su célebre raid al mar del Norte.
El Estado Mayor de la Armada Nacional conocía que estaban internados en puertos del Mar del Norte: 17 buques de la República en puertos del Reino Unido, 12 en Leningrado, seis en Amberes, uno en La Rochelle y otro en Burdeos y que los buques internados en Reino Unido habían recibido orden de concentrarse en puertos soviéticos del Mar Báltico, por lo que procedió inmediatamente a formar una expedición para controlar la navegación entre el Reino Unido y los estrechos de acceso al Báltico y evitar la pérdida de dichas unidades.
El Almirante Juan Cervera ordenó el 24 de septiembre de 1938 preparar los cruceros auxiliares Ciudad de Valencia y Ciudad de Alicante para esta expedición, fijándose el puerto de Emden como refugio de recalada en caso de avería, temporal o urgencia de presas.
Un duro temporal retrasó la expedición hasta el 20 de octubre de 1938, en que se hicieron a la mar desde el puerto de Santander con el Ciudad de Valencia ostentando el falso nombre de Nadir y figurando como puerto de matrícula Bartha. Bajo el mando del capitán de corbeta Juan José Jáuregui y Gil Delgado, llevó a cabo una campaña sumamente provechosa, pues a pesar de actuar con unos medios limitados, consiguió apresar a la Motonave Sil y el Carbonero Río Miera, procedentes de puertos rusos del mar Báltico. El 2 de noviembre hundió con sus disparos al Cantabria, que navegaba en lastre desde Londres a Sunderland, al no obedecer la orden de alto y el 19 de noviembre el Mercante Republicano Guernica naufragó en las costas escandinavas, huyendo del ataque del Ciudad de Valencia.
Después operó en las costas de Escandinavia, refugiándose en aguas jurisdiccionales noruegas un buque republicano al quedar interceptado su paso. La confusión que sembró el Ciudad de Valencia en aquellas aguas fue indescriptible.
El periódico Daily Mail se preguntaba: ¿Dónde tiene sus cañones el Nadir? La prensa inglesa pretendió encender la hoguera, acusando a su propia flota de ineptitud por no evitar que barcos corsarios infectaran las costas británicas. La situación internacional era sumamente delicada y el almirantazgo, considerando alemán al barco fantasma, decidió no intervenir para no dar pie a un estallido bélico.

#### Últimos Servicios en la Marina Nacional
En los días finales de la guerra civil, el Ciudad de Valencia volvió a Gran Bretaña con las tripulaciones que debían conducir a España los buques internados en sus puertos, tras el reconocimiento por el gobierno Británico del gobierno nacional de franco.
El 1 de abril de 1939, al anunciarse oficialmente el final de la guerra, el Ciudad de Valencia se encontraba en Ferrol en situación de desarme y poco después fue devuelto a Compañía Trasmediterránea, siendo necesario entrar en dique para realizar trabajos de reparación.